# Dirty Rotten Scoundrels (filme)
Dirty Rotten Scoundrels (bra: Os Safados; prt: Ladrões e Cavalheiros) é um filme norte-americano de 1988 estrelado por Steve Martin e Michael Caine, na qual ambos tentam seduzir mulheres ricas, para extrair dinheiro. É um clássico da comédia dos anos 80.

## Resumo
Lawrence Jamieson (Micheal Caine) é um vigarista britânica con cultivada e suave , que atua na Riviera francesa, com a ajuda de servo Arthur e corrupto policial Andre . Sua con assinatura está seduzindo ricos e moralmente suspeito mulheres e roubar o seu dinheiro. Sua única preocupação é misterioso, anônimo vigarista conhecido apenas como "O Chacal(The Jackel)", que tem sido predando outras vítimas ricos da tarde .
Quando um americano vigarista Freddy Benson (Steve Martin) decide procurar alvos fáceis em Beaumont -sur- Mer, base de Lawrence, Lawrence acredita que o Chacal mostrou seu rosto. Preocupado que palhaçadas grosseiras do Freddy vai assustar sua presa , Lawrence tem Freddy preso e posto no próximo avião para fora da cidade . No entanto , Freddy encontra um dos ex- marcas e deduz de Lawrence que o homem mais velho também é um bandido .
Voltando a Beaumont -sur- Mer, Freddy forças Lawrence para levá-lo como um aluno em troca de seu silêncio . Lawrence tenta ensinar o Freddy grosseiro sobre a alta cultura com sucesso limitado. Ele também envolve -lo como um jogador subordinado em seus contras , fazendo-o jogar o deficiente mental e socialmente inepto Ruprecht , a fim de afugentar seus alvos femininos depois de seu dinheiro foi adquirido . Freddy, cansado de não ser pago ea parte humilhante ele tem que jogar , resolve atacar por conta própria.
Lawrence acredita que não há espaço suficiente em Beaumont -sur- Mer para ambos , portanto, uma aposta é proposto para decidir quem fica. O primeiro con 50.000 dolares de uma marca selecionada será permitida a permanência , enquanto o outro deve deixar a cidade e nunca mais voltar . Os dois select Janet Colgate , uma herdeira americana ingênua , e embarcar em suas estratégias distintas e, ao mesmo tempo impiedosamente sabotar o outro. Freddy se apresenta como um soldado do Exército dos EUA psychosomatically aleijado ( incapaz de andar depois de ver sua esposa traí-lo com dança EUA anfitrião Deney Terrio ) que precisa tomar emprestado US $ 50.000 para tratamento pelo psiquiatra Liechtenstein célebre Dr. Emil Shuffhausen . Mas quando Lawrence descobre esse esquema ele finge ser o Dr. Shuffhausen , insistindo que a condição de Freddy é que ele pode curar , com a estipulação de que Janet pagar a taxa de 50 mil dólares americanos diretamente para ele.
Lawrence descobre que Janet não é rico , afinal de contas , mas em férias como um vencedor do concurso e que ela tem a intenção de liquidar a maior parte de seus ativos para pagar o tratamento de Freddy . Impressionado e emocionalmente tocado pela bondade inata de Janet, Lawrence chama de fora da aposta. Freddy sugere que alterar o desafio e fazer Janet -se a aposta, com o primeiro a cama com ela declarado o vencedor. Lawrence recusa-se a tentar " ganhar", concordando apenas a apostar que Freddy vai deixar de fazê-lo.
Lawrence consegue impedi-la de ter algum tempo a sós com Freddy em que eles possam consumar um relacionamento. Com a ajuda de alguns marinheiros britânicos, Freddy waylays Lawrence , e corre para o quarto de hotel de Janet , onde ele demonstra seu amor por andar com ela. No entanto, Janet não está sozinho. Lawrence está presente e declara Freddy curado de sua doença. Inaugurou Freddy fora da sala , ele explica que os marinheiros o liberou depois de descobrir que ele é um Royal Navy Reservas oficial . Os marinheiros , irritado por ter sido enganado por Freddy, mantê-lo ocupado enquanto Lawrence coloca Janet em um avião para os Estados Unidos .
No dia seguinte, no entanto, Janet não embarcar em seu vôo . Ela em vez retorna ao seu quarto de hotel para encontrar uma Freddy remorso lá. Eles se beijam , feche a porta e começa a se despir. A notícia chega Lawrence como ele nada , e ele aceita sua derrota com graça. Mais tarde, ele é visto lutando para manter a compostura enquanto espera para Freddy voltar e tripudiar sobre sua vitória. Em vez disso, Janet chega em lágrimas. Ela diz a ele que Freddy tem roubado o dinheiro que seu pai mandou . Lawrence compensa -la com $ 50.000 de sua autoria, chama Andre ter Freddy preso, e leva-la para o aeroporto.
No último minuto antes de ela embarca no avião , Janet Lawrence diz que ela não pode pegar o dinheiro e dá a bolsa de volta para ele . Como o avião sai , a polícia chega com Freddy, vestindo nada além de um roupão, que afirma que Janet roubou a ambos, incluindo roupas de Freddy . Intrigado, Lawrence abre o saco e não encontra o dinheiro que ele tinha dado uma Janet , mas as roupas de Rafael e , por baixo, uma nota de Janet admitir que ela realmente tomou a US $ 50.000 e que ela era o Chacal o tempo todo. Freddy está com raiva , enquanto Lawrence está encantado com a habilidade do Chacal.
Um dia , no ano seguinte , Freddy e Lawrence estão em casa de Lawrence olhando para trás em sua perda. Eles estão prestes a parte da empresa quando o Chacal, em um novo disfarce como um forte promotor de Nova Iorque propriedade, chega em um iate cheio de pessoas ricas. Ela prontamente tem Lawrence e Freddy assumir papéis em seu esquema e , após o envio de seus convidados fora para refrescar-se , ela leva o par de lado e anuncia que, enquanto ela fez três milhões de dólares no ano anterior, "Seu cinqüenta mil foi o mais divertido . " Juntando-se os braços , eles partiram para velo suas últimas vítimas.

## Elenco
- Steve Martin (Freddy Benson)
- Michael Caine (Lawrence Jamieson)
- Glenne Headly (Janet Colgate)
- Anton Rodgers (Inspetor André)
- Barbara Harris (Fanny Eubanks)
- Ian McDiarmid (Arthur)
- Dana Ivey (Sra. Reed)
- Aina Walle (Krista Knudsen)

## Prémios e nomeações
- Recebeu uma nomeação ao Globo de Ouro de Melhor Actor - Comédia/Musical (Michael Caine)